# Japón durante la Primera Guerra Mundial

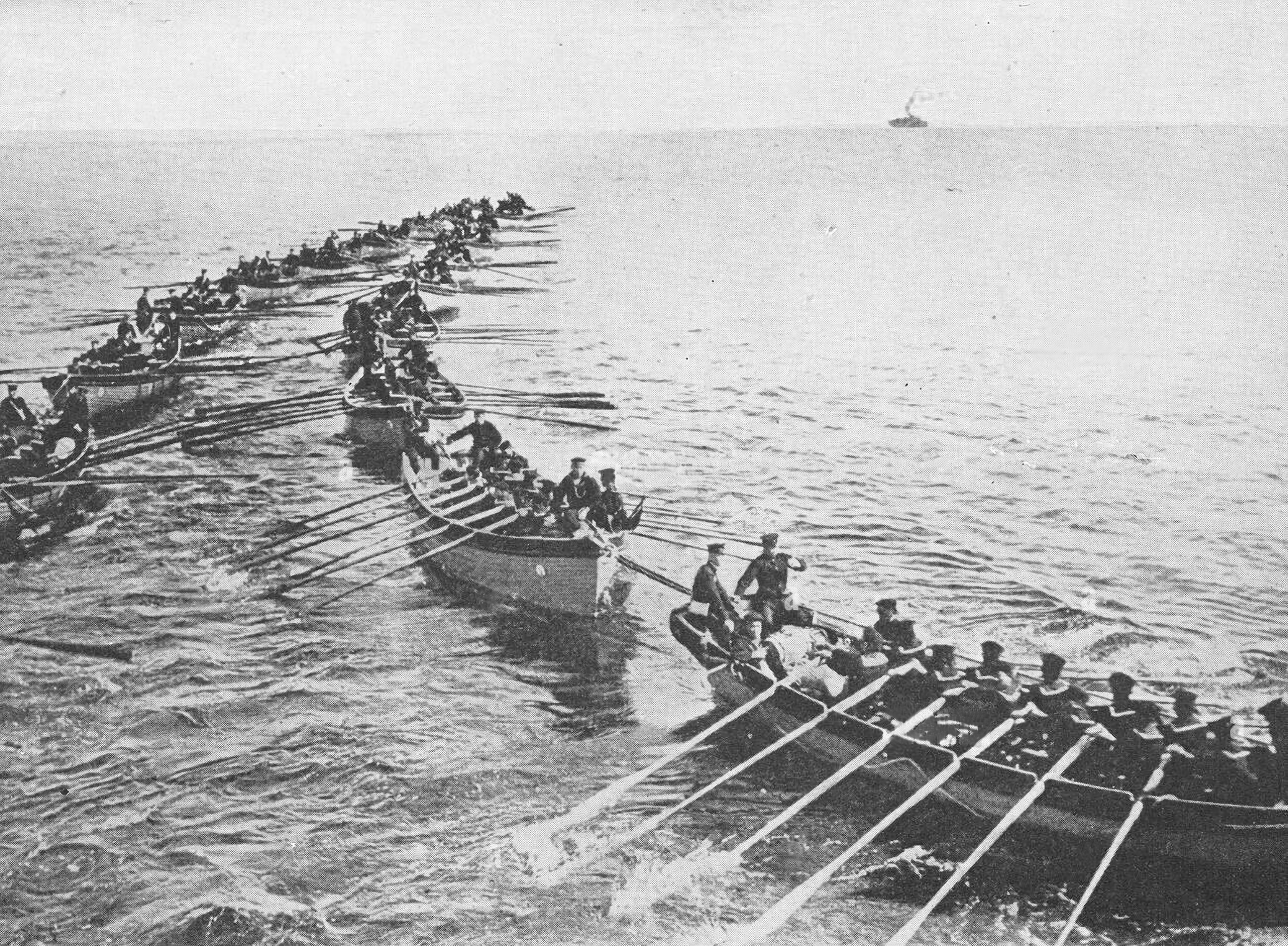
Tropas japonesas desembarcando cerca de Tsingtao.

Japón participó en la Primera Guerra Mundial desde 1914 a 1918, aliada a la Triple Entente y desempeñó un papel importante en la protección de las rutas marítimas en la zona occidental del océano Pacífico y en el Índico frente a la Marina Imperial alemana. Políticamente, Japón aprovechó la oportunidad que le brindó la contienda para ampliar su esfera de influencia en la China y ser reconocido como gran potencia en la geopolítica de la posguerra.
Los militares japoneses, aprovechando la gran distancia que separaba al imperio de Europa y la preocupación de Alemania por la guerra en este continente, le arrebataron sus posesiones en el Pacífico y en Asia oriental, sin que ello requiriese una gran reconversión económica. El canciller Katō Takaaki y el primer ministro Ōkuma Shigenobu querían aprovechar la oportunidad para expandir la influencia japonesa en la China. Pactaron con Sun Yat-sen (1866-1925), por entonces exiliado en Japón, sin que ello les reportase ventajas. La Armada Imperial Japonesa, una institución burocrática prácticamente autónoma, tomó la decisión de emprender la expansión por el Pacífico. Se apoderó de los territorios micronesios alemanes al norte del ecuador y gobernó estas islas hasta 1921. La operación le permitió a la Marina justificar que su presupuesto doblase en monto al del Ejército de Tierra y que aumentase el tamaño de la flota. Así, la Marina obtuvo una importante influencia política sobre los asuntos nacionales e internacionales.

## Acontecimientos de 1914

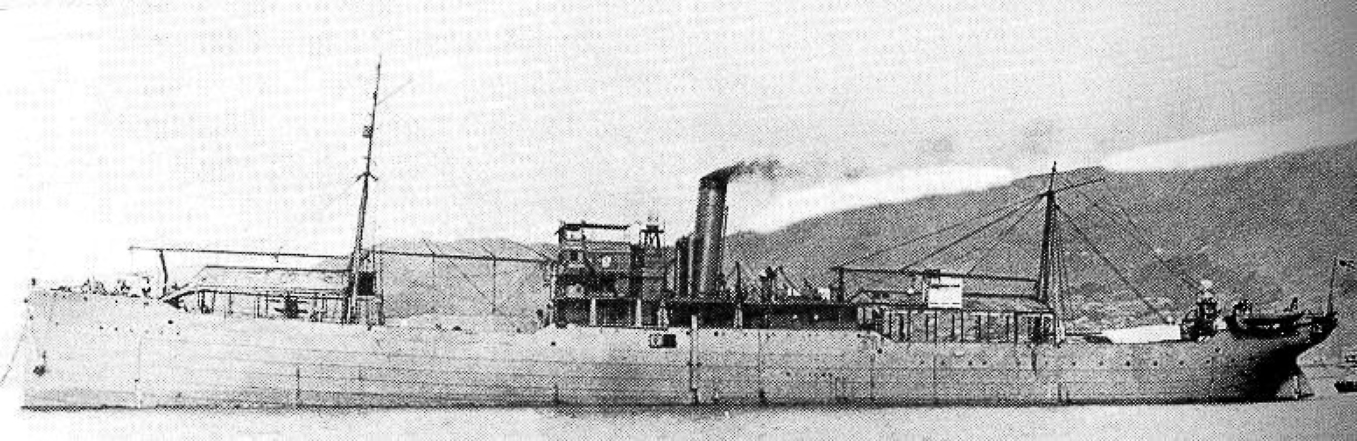
Hidroavión japonés sobre el barco Wakamiya(1913)

En la primera semana de la Primera Guerra Mundial, Japón propuso al Reino Unido, su aliado en virtud de la alianza anglojaponesa desde 1902 —ampliada en 1905 y 1911—, que el país entrase en guerra si podía adueñarse de los territorios alemanes del Pacífico. Para los británicos, la liga con el imperio asiático, si bien menos importante que sus lazos con los Estados Unidos, era una manera de encauzar la actuación de Japón en Asia, de oponerlo a Alemania y de reforzar la defensa de algunos de sus territorios en Asia y América.  Ya incluso antes de que el Reino Unido declarase la guerra el 4 de agosto, el día 1 el ministro japonés de Asuntos Exteriores había comunicado a los británicos la intención de su país de participar también en el nuevo conflicto y desde el día 3 la Armada nipona se aprestaba a atacar a los alemanes en Shandong. Al mismo tiempo, la Armada imperial se hallaba en alerta ante un posible ataque estadounidense, pues se preveía que los Estados Unidos se opondrían a la expansión japonesa en China. El gobierno británico pidió ayuda oficialmente a Japón el 7 de agosto para destruir a los buques de la Marina Imperial Alemana que operaban en las aguas chinas contra los barcos mercantes británicos. El 12, sin embargo, trató de evitar que Japón entrase en la contienda, temiendo las ambiciones niponas en China; al no poder impedirlo puesto que el Gobierno japonés había decidido participar incluso si se oponían a ellos los británicos, intentó de limitar las operaciones militares en China y tomar parte en ellas, para vigilarlas.
Japón presentó a Alemania un ultimátum el 15 de agosto, que quedó sin respuesta; en consecuencia, Japón declaró formalmente la guerra al Imperio alemán el 23 del mes. Como Viena se negó a retirar el crucero austrohúngaro Kaiserin Elisabeth de Qingdao, Japón también declaró la guerra a Austria-Hungría el 25 de agosto.
Tanto los Estados Unidos como el Reino Unido sospechaban que la entrada en el conflicto de Japón se debía en realidad a su interés por conservar sus posesiones en China y a extenderlos a costa de Alemania. El imperio contaba por entonces con el Ferrocarril Transmanchuriano que Rusia le había cedido tras la guerra ruso-japonesa y las ciudades de Port Arthur y Dalian y exigía a China que se mantuviese neutral para poder apoderarse de las posesiones alemanas en Oriente, en particular, en la península de Shandong.
Las fuerzas japonesas ocuparon rápidamente el imperio colonial alemán en el Lejano Oriente. Desembarcaron en la provincia china de Shandong el 2 de septiembre de 1914 y sitiaron la concesión alemana en Qingdao. La Marina Imperial japonesa, actuando casi independientemente del Gobierno, se apoderó de varias de las colonias isleñas de Alemania en el Pacífico a lo largo del mes de octubre, sin encontrara apenas oposición: las Marianas, las Carolinas y las Marshall. La Marina japonesa llevó a cabo los primeros ataques aéreos del mundo a objetivos terrestres desde el mar, contra posiciones alemanas en la provincia de Shandong y contra barcos anclados en la bahía de Jiaozhou desde el portaaviones Wakamiya. El 6 de septiembre de 1914, un avión del Wakamiya bombardeó infructuosamente el crucero austriaco Kaiserin Elisabeth y la cañonera alemana Jaguar.
El sitio de Tsingtao concluyó con la rendición de las Fuerzas coloniales alemanas el 7 de noviembre de 1914.

## Acontecimientos de 1915-16
Los infantes de marina japoneses que servían en los barcos apostados en Singapur colaboraron en el aplastamiento de un motín de tropas indias contra el gobierno británico En febrero de 1915. Como los Aliados europeos estaban enfrascados en los combates en Europa, Japón intentó consolidar su posición en China presentando las Veintiuna exigencias al presidente chino Yuan Shikai en enero de 1915. Si se hubieran aceptado, habrían reducido esencialmente China a protectorado japonés, a costa de numerosos privilegios que ya disfrutaban las potencias europeas en sus respectivos ámbitos de influencia en China. Ante las lentas negociaciones con el gobierno chino, los sentimientos antijaponeses y la condena internacional (especialmente de los Estados Unidos) crecían y aumentaban, Japón retiró el grupo final de exigencias, y el tratado fue firmado por China el 25 de mayo de 1915.
Japón despachó también dos nuevas divisiones (la 19.ª y la 20.ª) a Corea, sin que ello le permitiese poner fin al movimiento independentista en la península, que se reforzó hacia el final de la contienda.
A lo largo de 1915-1916, los esfuerzos alemanes por negociar una paz separada con Japón fracasaron. Japón y Rusia firmaron un tratado el 3 de julio de 1916 en virtud del cual las dos naciones se comprometían a no hacer una paz separada con Alemania y aceptaban consultarse y actuar de común acuerdo si un tercero amenazaba sus intereses en China. A pesar de que Rusia reclamaba territorio chino por el Tratado de Kiajta y otros, Japón evitó que se anexionase Heilongjiang y comenzó a tratar de expulsar de la república vecina a las demás potencias, como hizo con Alemania mediante las Veintiuna exigencias (1915). El límite que separaba las esferas de influencia rusa (norte) y japonesa (sur) en China era el Ferrocarril Transmanchuriano.
La guerra también originó una serie de importantes cambios militares en Japón, para preparar al país para otra posible contienda mundial. Se establecieron diversas comisiones militares para estudiar el conflicto, que extendieron su estudio de 1915 a 1922. Se analizaron, entre otros aspectos, las nuevas técnicas militares, el armamento, la movilización, el transporte, los recursos necesarios para mantener la guerra o la propaganda. Precisamente la necesidad de grandes recursos para sostener una guerra total y la carencia que Japón tenía de ellos llevó a los militares a abogar por un control de las materias primas chinas. Además de las comisiones de investigación, se crearon nuevos departamentos en los ministerios militares: uno de aeronáutica, otro de técnica naval, un tercero de política industrial y, en mayo de 1919, un grupo de prensa dedicado a la propaganda y la movilización. La necesidad del carbón y el acero chinos para el ejército nipón hicieron que el Gobierno abandonase la actitud hostil a China de Katō Takaaki y procurase granjearse la cooperación de algunos caudillos militares de la república vecina como Duan Qirui mediante ayuda militar y económica. Estos intentos de acercamiento se llevaron a cabo mediante un enviado especial del primer ministro Terauchi Masatake, Nishihara Kamezō, que otorgó los denominados «préstamos Nishihara». Los empréstitos, que debían haber servido para cimentar una relación económica más estrecha entre los dos países, necesaria para el Japón en caso de que estallase una nueva guerra, sirvieron en realidad para financias las actividades bélicas de Sun Yat-sen en el sur de China y para que Duan comprase aliados en el norte. La exigencia bélica de materias primas y la imposibilidad de mantener buenas relaciones con China hizo que Japón sopesase la conveniencia de estudiar otras fuentes, como Manchuria, Siberia oriental, Indonesia (rica en petróleo), Malasia (caucho y cobre) o la Micronesia.

## Acontecimientos de 1917

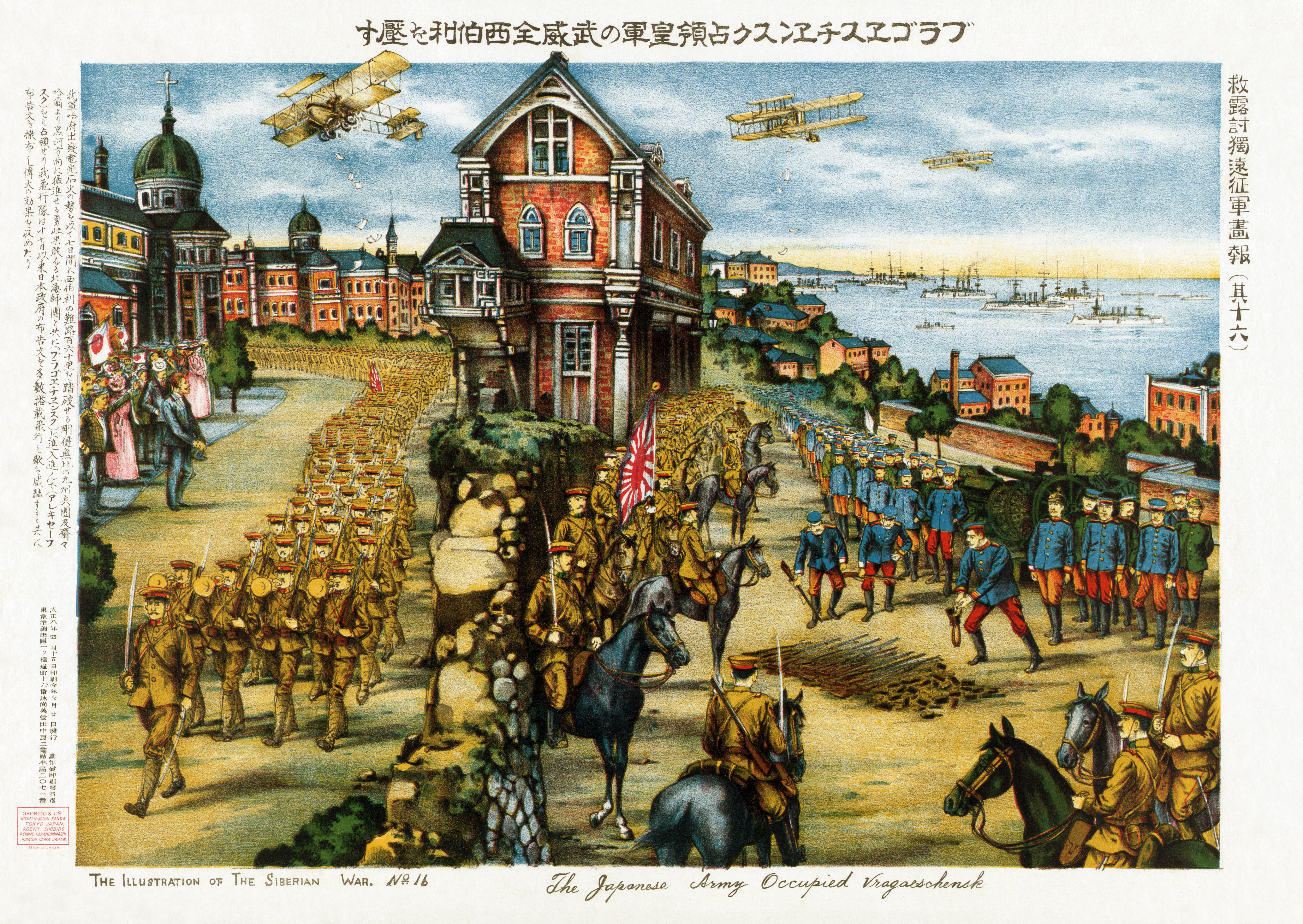
Ocupación japonesa de Blagoveshchensk

El Almirantazgo británico volvió a solicitar ayuda naval a Japón el 18 de diciembre de 1916. Dos de los cuatro cruceros de la Primera Escuadra Especial de Singapur se despacharon a Ciudad del Cabo, Sudáfrica, y cuatro destructores a la base británica en Malta, en el Mediterráneo. El último almirante Sato Kozo en el crucero Akashi y once destructores llegaron a la isla el 13 de abril de 1917, tras hacer escala en Colombo y Puerto Said. Más adelante, esta Segunda Escuadra Especial llegó a contar con tres cruceros (Akashi, Izumo, Nisshin), catorce destructores (ocho de la clase Kaba, cuatro de la Momo, dos antiguos buques británicos de la clase Acorn), dos veleros y un buque nodriza (Kanto).
La Segunda Escuadra Especial realizó tareas de escolta de transportes de tropas y operaciones antisubmarina. No perdió ningún barco, aunque el 11 de junio de 1917 un destructor de clase Kaba ("Sakaki") fue torpedeado por un submarino austrohúngaro (el U27) apostado en Creta; el ataque causó la muerte a cincuenta y nueve marineros japoneses. La escuadra japonesa hizo un total de 348 salidas de escolta desde Malta y protegió a 788 barcos que transportaron unos 700 000 soldados. Rescató además a 7075 personas más de barcos dañados y hundidos. El Reino Unido admitió la expansión japonesa en Shandong y en las islas del Pacífico al norte del ecuador a cambio de la contribución naval japonesa en el conflicto mundial.
Con la entrada estadounidense en la Primera Guerra Mundial el 6 de abril de 1917, los Estados Unidos y Japón se encontraron del mismo lado, a pesar de sus relaciones eran cada vez más tirantes por los desacuerdos sobre China y por su rivalidad en el Pacífico. La firma del acuerdo Lansing-Ishii el 2 de noviembre de 1917 fue un intento de reducir la tensión entre las dos naciones. La tirantez entre los dos países se había acentuado en 1913 a causa del reconocimiento estadounidense del presidente Yuan Shikai —que había reportado a los Estados Unidos concesiones bancarias y petroleras— y de las medidas antijaponesas en California. La población japonesa en general había estado más preocupada por la posibilidad del estallido de un conflicto con los Estados Unidos que por los lejana guerra europea.

## Acontecimientos de 1918
En 1918, Japón continuó extendiendo su influencia y privilegios en China a través de los préstamos Nishihara. Después de la revolución bolchevique en Rusia, Japón y Estados Unidos enviaron fuerzas a Siberia en 1918 para reforzar los ejércitos del caudillo del movimiento blanco, el almirante Aleksandr Kolchak, contra el Ejército Rojo bolchevique. En principio, el ejército imperial japonés planeaba enviar más de setenta mil soldados a ocupar Siberia al oeste del lago Baikal, pero esta cifra se redujo considerablemente debido a la oposición de los Estados Unidos, que finalmente participó en la operación para vigilar los movimientos japoneses. Uno de los objetivos principales de la intervención era perseguir a los independentistas coreanos, que se refugiaban en la región y en China tras hostigar a los japoneses en Corea y extender la dominación nipona el este del lago Baikal, utilizando como pretexto la lucha contra los bolcheviques y los Imperios centrales. El contingente japonés ocupó el norte de Manchuria en agosto de 1918, con la aquiescencia del Gobierno chino, dominado por Duan Qirui.
Los pedidos aliados de material de guerra al Japón fueron creciendo a lo largo de la contienda. La pujanza comercial favoreció la diversificación de la industria nipona, aumentó las exportaciones e invirtió la balanza de pagos: Japón pasó de ser un país deudor a prestar dinero por primera vez. La actividad comercial e industrial nipona en China creció enormemente. La economía nacional comenzó a crecer aceleradamente, tras un largo período de estancamiento que había comenzado  con la guerra ruso-japonesa de 1904-1905. Las exportaciones se cuadruplicaron entre 1913 y 1918. La gran afluencia de capital a Japón y el posterior auge industrial originaron una rápida inflación. Esta causó los llamados «disturbios del arroz», que estallaron entre julio y septiembre de ese año en varias ciudades.

## Acontecimientos de 1919
El representante japonés Saionji Kinmochi participó junto a los denominados «cuatro grandes» (Lloyd George, Orlando, Wilson, Clemenceau) en la Conferencia de Paz de Versalles. Tokio obtuvo un puesto permanente en el Consejo de la Sociedad de Naciones y la Conferencia de Paz de París de 1919 convalidó el traspaso a Japón de los derechos de Alemania en parte de Shandong. La cesión de este desató la cólera en China, donde el 4 de mayo trescientos mil estudiantes se manifestaron en Pekín contra la medida; la protesta se extendió por el país y impelió al Gobierno chino a no ratificar el tratado de paz. Del mismo modo, las islas alemanas más septentrionales del Pacífico pasaron a formar un mandato japonés de la Sociedad de Naciones, el Mandato del Pacífico Sur. La expansión japonesa en Micronesia amenazaba las comunicaciones estadounidenses entre las islas Hawái y las Filipinas e hizo temer a los británicos por sus posesiones autónomas en Oceanía, Australia y Nueva Zelanda.
A pesar de la proeza de Japón a escala global, y su importante contribución a los Aliados en la guerra en respuesta a las peticiones británicas de colaboración en el Mediterráneo en Asia oriental, las potencias occidentales firmantes del Tratado de Versalles rechazaron incluir la cláusula presentada por el imperio en favor de la igualdad racial. Pese a todo, Japón emergió de la contienda mundial transformado en gran potencia. Los réditos obtenidos en el conflicto no evitaron, empero, que se extendiese en el imperio la opinión, compartida por el primer ministro Fumimaro Konoe —que participó en la conferencia de paz parisina—, que la Sociedad de Naciones era en el fondo un instrumento para perpetuar el poder de los Estados Unidos y el Reino Unido. Esta hostilidad hacia la Sociedad, similar a la que sentían algunos círculos en la derrotada Alemania, facilitó luego el acercamiento entre las dos naciones, el abandono de la organización internacional y el respaldo al surgimiento de un «nuevo orden» tanto en Asia como en Europa.
La prosperidad económica de la Primera Guerra Mundial en Japón no duró mucho (hasta marzo de 1920) y Japón volvió a ser un país deudor. La fácil victoria japonesa en la guerra mundial, el impacto de la recesión del período Shōwa y la inestabilidad política interna coadyuvaron al auge del militarismo japonés en las décadas de 1920 y 1930.